# Cédric Verschueren
Cédric Verschueren (* 16. Januar 2004) ist ein belgischer Leichtathlet, der sich auf den Sprint spezialisiert hat.

## Sportliche Laufbahn
Erste internationale Erfahrungen sammelte Cédric Verschueren im Jahr 2025, als er bei den U23-Europameisterschaften in Bergen mit der belgischen 4-mal-100-Meter-Staffel in 39,73 s den siebten Platz belegte.
2023 wurde Verschueren belgischer Meister in der 4-mal-100-Meter-Staffel.

## Persönliche Bestleistungen
- 100 Meter: 10,53 s (+2,0 m/s), 9. Juni 2025 in Seraing
- 200 Meter: 21,26 s (+1,7 m/s), 27. August 2023 in Brüssel